# Water (piosenka)
„Water” – debiutancki singel amerykańskiego rapera Ugly Goda, wydany 16 marca 2016 roku na SoundCloud. 19 listopada 2016 r. został wydany ponownie przez Asylum Records w formie digital download. Jest to główny singel z jego debiutanckiego mixtape'u The Booty Tape. Utwór został wyprodukowany przez samego Ugly Goda wraz z Dannym Wolfem. W oficjalnym remiksie występuje amerykański raper Rich the Kid.
„Water” zadebiutowało na 100 miejscu na liście Billboard Hot 100 w dniu 21 stycznia 2017 r., a później osiągnęło 80 miejsce i utrzymywało się na liście przez 4 tygodnie.

## Pozycje na listach
| Lista (2017)                          | Pozycja |
| ------------------------------------- | ------- |
| USA Billboard Hot 100                 | 80      |
| USA Hot R&B/Hip-Hop Songs (Billboard) | 34      |

## Certyfikaty
| Kraj       | Certyfikat | Ilość sprzedanych jednostek |
| ---------- | ---------- | --------------------------- |
| USA (RIAA) | Platyna    | 1,000,000                   |